# The Man from Earth: Holocene
Série
The Man from Earth
(2007)
Pour plus de détails, voir Fiche technique et Distribution.
The Man from Earth : Holocene est un film de science-fiction américain réalisé par Richard Schenkman et écrit par Emerson Bixby, basé sur les personnages créés par son père, l'écrivain de science-fiction Jerome Bixby. C'est une suite du film de 2007 The Man from Earth. Ce film a été partagé sur The Pirate Bay, le 16 janvier 2018 par les créateurs eux-mêmes qui autorisent son téléchargement.

## Résumé
L'intrigue se concentre sur un professeur d'université, John Oldman, qui s'appelle maintenant John Young, qui serait un homme de Cro-Magnon (ou Magdalénien, l'homme des cavernes) et aurait survécu pendant plus de 14 000 ans. Cependant, malgré toutes ces années d'immortalité, John trouve qu'il commence à prendre de l'âge et qu'il ne guérit plus aussi vite que d'habitude. Pendant ce temps, quatre de ses élèves vont enquêter sur son secret et cherchent à entrer en contact avec un de ses anciens collègues, Art Jenkins, dont la carrière s'est effondrée après la publication d'un livre sur l'histoire de John.

## Distribution
- David Lee Smith : John Oldman / John Young
- William Katt : Art Jenkins
- Vanessa Lynn Williams : Carolyn
- Michael Dorn : Dr Gil Parker
- Sterling Knight : Philip
- Brittany Curran : Tara
- Carlos Knight (en) : Liko
- Akemi Look : Isabel
- John Billingsley : Harry

## Production
Le tournage du film a commencé le 1er juin 2016 et s'est terminé le 16 juin 2016. Le montage a été terminé le 21 septembre 2016. Les producteurs ont déclaré sur Facebook qu'il est peut-être le premier d'une série. La fin du film laisse effectivement le doute quant à une suite.

## Distribution P2P
Ce film a été partagé sur The Pirate Bay le 16 janvier 2018 par les créateurs eux-mêmes qui autorisent son téléchargement et partage en échange d'un don.